# Borgo (film)
Borgo je francouzský hraný film z roku 2023, který režíroval Stéphane Demoustier podle skutečné události, atentátu na letišti Bastia v roce 2017. Snímek měl světovou premiéru na festivalu frankofonních filmů v Angoulême dne 25. srpna 2023.

## Děj
Mélissa, dozorkyně ve věznici Fleury-Mérogis, je přeložena do věznice Borgo ve stejnojmenném městě na Korsice. Usadí se proto na ostrově se svým manželem Djibrilem, který se jako černoch stane obětí rasismu, a svými dvěma dětmi. Mélissa se při styku s vězni zaplete do dvojnásobné vraždy a je podezřelá ze spoluúčasti. Po výslechu manželů a prohlídce bytu je dvojice pro nedostatek důkazů propuštěna.

## Obsazení
| Hafsia Herzi           | Melissa          |
| Moussa Mansaly         | Djibril          |
| Louis Memmi            | Saveriu          |
| Michel Fau             | komisař          |
| Pablo Pauly            | brigadýr         |
| Florence Loiret Caille | ředitelka        |
| Cédric Appietto        | Joseph Marchetti |
| Henri-Noël Tabary      | Anto             |
| Anthony Morganti       | Pascal Rossi     |
| Thomas Muziotti        | Scaniglia        |

## Ocenění
- Reims Polar: cena poroty
- César: nejlepší herečka (Hafsii Herzi); nominace v kategorii nejlepší původní scénář (Stéphane Demoustier)